# جاي سومرز
جاي سومرز (بالإنجليزية: Jay Sommers)‏ هو كاتب سيناريو وكاتب ومخرج أمريكي، ولد في 3 يناير 1917 في تروي في الولايات المتحدة، وتوفي في 25 سبتمبر 1985 في لوس أنجلوس في الولايات المتحدة.

## وصلات خارجية
- جاي سومرز على موقع IMDb (الإنجليزية)
- جاي سومرز على موقع أول موفي (الإنجليزية)
- جاي سومرز على موقع قاعدة بيانات الأفلام السويدية (السويدية)
- جاي سومرز على موقع قاعدة بيانات الفيلم (الإنجليزية)
- جاي سومرز على موقع كينوبويسك (الروسية)